# Linea Kururi

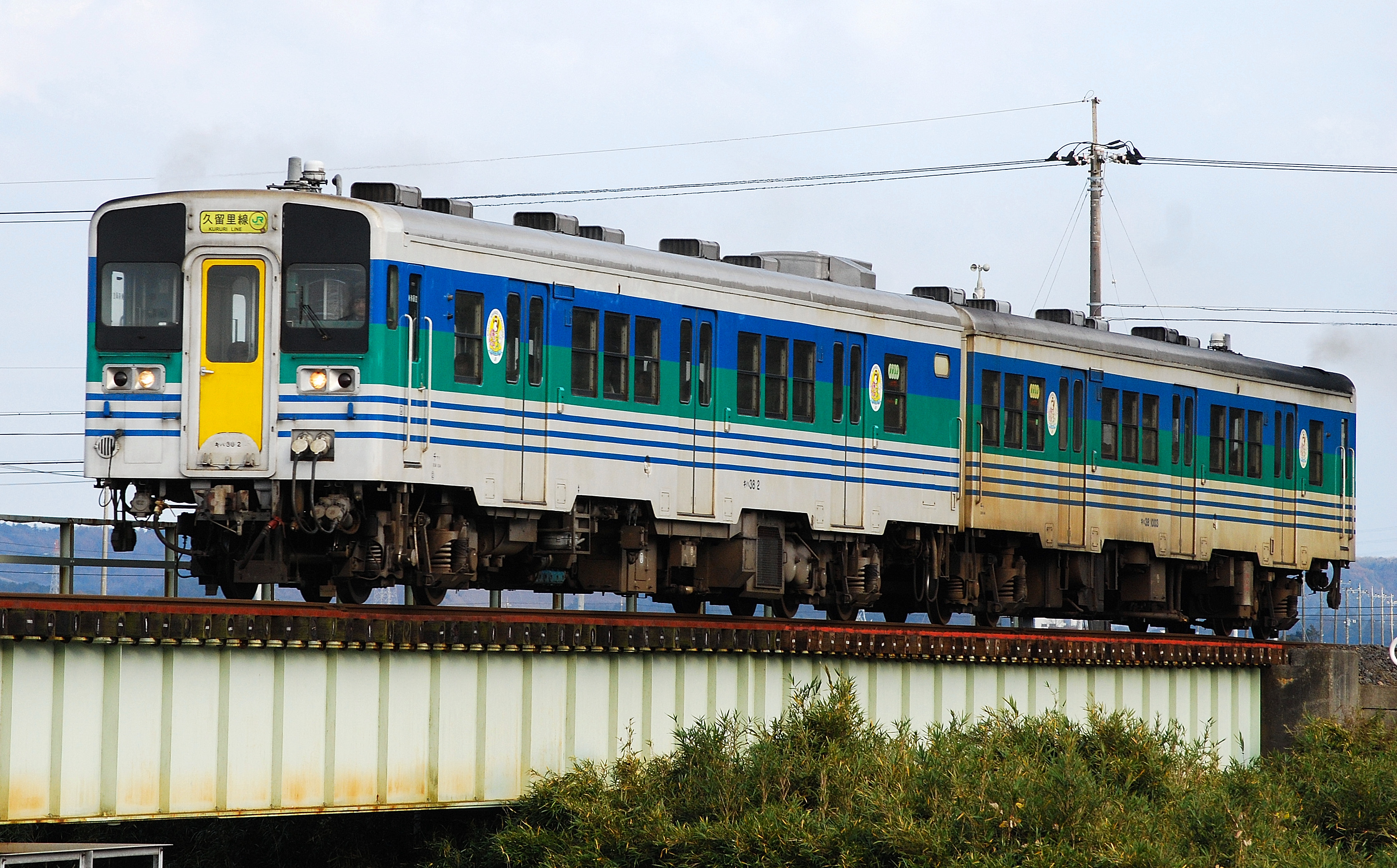
Un treno regionale KiHa38

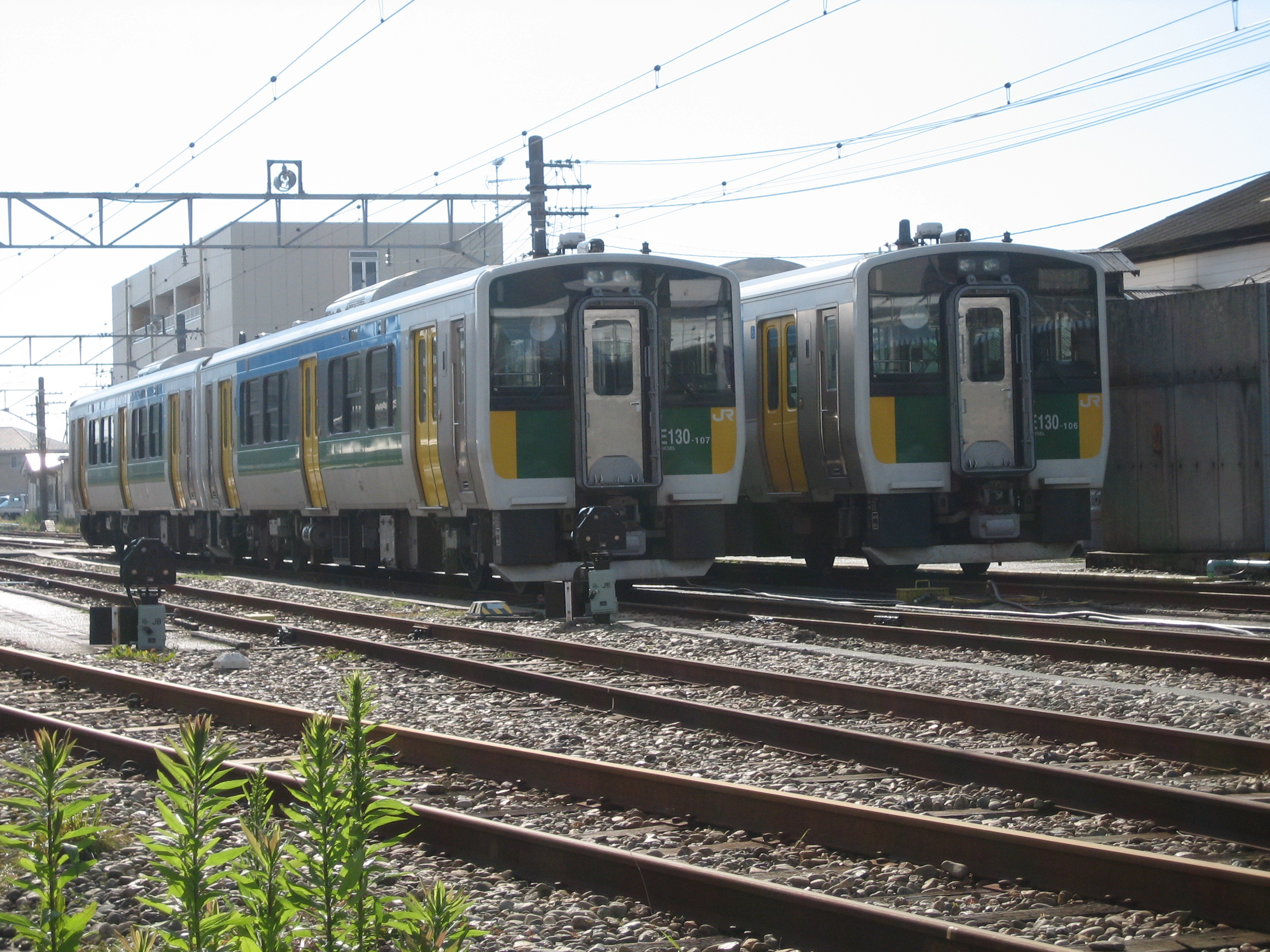
KiHa130

La linea Kururi (久留里線?, Kururi-sen), è una linea ferroviaria giapponese a scartamento ridotto a carattere locale che si origina dalla linea Uchibō presso la stazione di Kisarazu e si addentra per circa 32 km nella penisola di Bōsō fino alla stazione di Kazusa-Kameyama. Le città percorse sono Kisarazu, Sodegaura e Kimitsu, e la ferrovia è interamente a binario singolo, e non elettrificata.

## Storia
La costruzione della linea Kururi venne eseguita come compensazione per la qualità scarsa delle strade dell'epoca. La ferrovia, all'epoca dallo scartamrnto di 762 mm, venne inaugurata il 28 dicembre 1912, ed era gestita dalla prefettura di Chiba, inizialmente fra Kisarazu e Kururi. Nel 1922 venne proposta anche una ferrovia che connettesse Kisarazu con Ōhara via Kururi e Ōtaki, per attraversare la penisola di Bōsō. L'anno successivo la ferrovia venne venduta alle Ferrovie Nazionali Giapponesi, e a partire dal 1930 la linea venne ricostruita con scartamento di 1067 mm, e contestualmente estesa alla stazione di Kazusa-Kameyama.
Si prevedeva di estendere anche la linea Kihara da Ōhara, sulla linea Sotobō, fino a Kazusa Nakano, e poi portarla a connettersi con la linea Kururi, ma l'estensione oltre Kazusa-Kameyama non venne mai portata a termine, anche a causa dello scoppio della seconda guerra mondiale.

## Servizi
La linea vede solamente servizi locali, generalmente con un treno all'ora limitato a Kururi e uno ogni due ore che prosegue fino al capolinea di Kazusa-Kameyama.

## Stazioni
| Station          | Japanese | Distance (km) | Transfers    | Location  | Location            |
| ---------------- | -------- | ------------- | ------------ | --------- | ------------------- |
| Kisarazu         | 木更津   | 0.0           | Linea Uchibō | Kisarazu  | Prefettura di Chiba |
| Gion             | 祇園     | 2.6           |              | Kisarazu  | Prefettura di Chiba |
| Kazusa-Kiyokawa  | 上総清川 | 4.2           |              | Kisarazu  | Prefettura di Chiba |
| Higashi-Kiyokawa | 東清川   | 6.1           |              | Kisarazu  | Prefettura di Chiba |
| Yokota           | 横田     | 9.3           |              | Sodegaura | Prefettura di Chiba |
| Higashi-Yokota   | 東横田   | 10.8          |              | Sodegaura | Prefettura di Chiba |
| Makuta           | 馬来田   | 13.9          |              | Kisarazu  | Prefettura di Chiba |
| Shimogōri        | 下郡     | 15.2          |              | Kimitsu   | Prefettura di Chiba |
| Obitsu           | 小櫃     | 18.2          |              | Kimitsu   | Prefettura di Chiba |
| Tawarada         | 俵田     | 20.0          |              | Kimitsu   | Prefettura di Chiba |
| Kururi           | 久留里   | 22.6          |              | Kimitsu   | Prefettura di Chiba |
| Hirayama         | 平山     | 25.7          |              | Kimitsu   | Prefettura di Chiba |
| Kazusa-Matsuoka  | 上総松丘 | 28.3          |              | Kimitsu   | Prefettura di Chiba |
| Kazusa-Kameyama  | 上総亀山 | 32.2          |              | Kimitsu   | Prefettura di Chiba |